# Ardmore Point
Ardmore Point är en udde i Storbritannien.   Den ligger i kommunen Argyll and Bute och riksdelen Skottland, i den västra delen av landet, 600 km nordväst om huvudstaden London. Ardmore Point ligger på ön Islay.
Terrängen inåt land är platt åt sydväst, men åt nordväst är den kuperad. Havet är nära Ardmore Point österut.